# Xestia pulverea
Xestia pulverea là một loài bướm đêm trong họ Noctuidae.